# Molí Curtius
El Molí Curtius és un antic molí a aigua del segle xvi que es troba a un rec artificial del Vesdre a Vaux-sous-Chèvremont, un nucli del municipi de Bèlgica de Chaudfontaine. El cos del molí, avui transformat en casa residencial, és en estil renaixement del Mosa.

## Història
L'any 1549, el senyor de La Rochette, Warnier de Gulpen concedeix a dos empresaris, Raskin Germeau i Thomas Gilman el dret d'excavar un rec al Vesdre a Vaux-sous-Chèvremont a prop de Chaudfontaine. Hom hi construeix un martell hidràulic el 1564. Uns anys més tard, el rec s'ha abandonat i es troba en un estat de ruïna quan l'empresari liegès Joan Curtius el compra el 19 d'agost de 1595.
Curtius, el comissari general de les municions del rei Felip II de Castella va crear un molí de pólvora a Vaux-sous-Chèvremont. Va fortificar les instal·lacions amb muralles i fossats, el que explica el nom del carrer "rue de la casmaterie". També va construir una casa. Va eixamplar l'illa format pel rec i el Vesdre en desviar el riu. El 1605 va adquirir tot el terreny de l'illa artificial.
Avui, el rec s'ha assecat i les fortificacions han desaparegut.